# Maurice Mathias
Pour les articles homonymes, voir Mathias.
Maurice Mathias, né à Marbehan le 6 juin 1912, et décédé à Saint-Mard le 3 mars 2006, est un peintre belge expressionniste. Avec Jean-Baptiste Lambé et Lucien Bidaine, il est l'un des représentants de l'école arlonaise du paysage.

## Liminaire
Ce qui frappe d'emblée dans les huiles de Maurice Mathias, c'est la franchise et les nuances de la technique, accordées à celles de l'émotion. Cette peinture fait chanter les ors, les cuivres et les teintes de cuir du sous-bois à l'automne, avec autant de vérité que les hivers dont on croit entendre les pas feutrés sur la neige ou l'avant-printemps goûtant le vent vif et le jeune soleil. 

## Biographie
Membre de l'Académie luxembourgeoise (1958), citoyen d'honneur de la commune libre de Montmartre (1958), médaille d'argent de l'Académie européenne des arts (France, 1978, Belgique, 1995), palette d'or et diplôme d'honneur d'Ardenne-Eifel (Charleville, 1993), Mathias expose en salons particuliers, à partir de 1950, à Liège, Namur, Bruxelles, Mons, Ciney, Tournai, Spa, Arlon, Longwy, Charleville, Cannes, Saint-Dié des Vosges, Trèves, Siegen, Luxembourg. 

## Rétrospective
En 2008, le musée Gaspar d'Arlon lui consacre une exposition rétrospective.

## Collections publiques
- Arlon, musée Gaspar, huiles[7].